# Anderson Silva de França
Anderson Silva de França, noto anche con lo pseudonimo di Anderson (São Paulo, 28 agosto 1982), è un ex calciatore brasiliano, di ruolo centrocampista.